# The Long Fall Back to Earth
The Long Fall Back to Earth é um álbum de estúdio da banda estadunidense Jars of Clay, lançado dia 21 de abril de 2009.

## Faixas
1. "The Long Fall" – 2:19
2. "Weapons" – 3:28
3. "Two Hands" – 4:26
4. "Heaven" – 3:18
5. "Closer – 3:56
6. "Safe to Land" – 4:47
7. "Headphones" – 4:54
8. "Don't Stop" – 3:44
9. "Boys (Lesson One)" – 4:01
10. "Hero" – 4:52
11. "The Scenic Route" – 5:41
12. "There Might Be a Light" – 3:56
13. "Forgive Me" – 3:53
14. "Heart" – 5:50